# الأشرف علاء الدين كجك
الملك الأشرف علاء الدين كجك بن الناصر محمد بن قلاوون (ولد بالقاهرة 1334 - توفى بسرياقوس 1345). ثاني من تربع على عرش السلطنة من أبناء السلطان الناصر محمد بن قلاوون ورابع عشر سلاطين الدولة المملوكية. نصبه الأمراء في عام 1341 بزعامة الأمير قوصون الناصري  بعد أن خلعوا أخيه سيف الدين أبو بكر، وكان عمره ما بين الخمس والسبع سنين ، وبقى على تخت السلطنة نحو خمسة شهور. اسمه «كجك» لفظ تركي يعنى صغير.

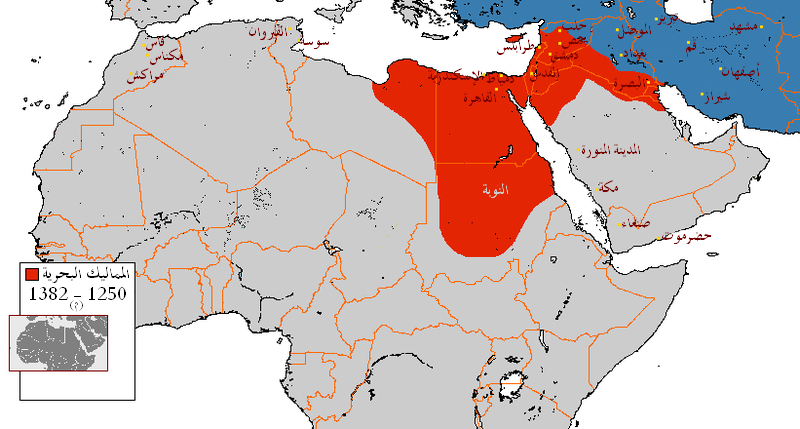
السلطنة المملوكية بأوج عزها

## الأصل
كان إبناً للسلطان الناصر محمد  وحفيداً للسلطان المنصور قلاوون. أمه مغولية الجنس كان اسمها «أردو». بعد أن خلع الأمير قوصون أخيه أبو بكر وقبض عليه وعلى إخوته الستة وسجنهم في قوص إتفق مع الأمراء على تنصيب كجك سلطاناً للبلاد بلقب «الملك الأشرف». وأراد الأمراء منح الأمير أيدغمش منصب نائب السلطنة إلا أنه رفض، فلما عرضوا المنصب على الأمير قوصون قبله ولكن بشرط أن تكون إقامته في قلعة الجبل  وليس في دار النيابة خارج القلعة فوافقوا وصار نائباً للسلطان الصغير وأتابكاً للعسكر.

## الأمير قوصون
أصبح الأمير قوصون الحاكم الفعلى للبلاد والسلطان الصغير مجرد دمية يمسك قوصون بيدها فيسيرها أثناء التوقيع على المراسيم. قام قوصون بالقبض على الأمراء ورجال الدولة المواليين للسلطان المخلوع أبو بكر وأحل محلهم المماليك المواليين له بعد أن أغدق عليهم بالعطاء وجعلهم أمراءً .. العامة التي كانت تمقت قوصون تعست بما هو جارى في البلاد حتى أن بعض الشعراء قال: «سلطاننا اليوم طفل والأكابر في خلف». إلا أن الأمير أحمد، الأخ الأكبر للسلطان المخلوع أبو بكر والسلطان الحالى كجك، والذي كان يقيم بالكرك ، كان هو مصدر التهديد الرئيسى لقوصون مما جعله يسعى لإحضاره إلى مصر ليتمكن من القبض عليه وإيداعه في السجن مع إخوته الستة المسجونين. أرسل قوصون الأمير طوغان إلى الكرك ليطلب من الأمير أحمد الحضور إلى القاهرة. إلا أن الأمير أحمد الذي ظن أن قوصون أراده في مصر لتنصيبه سلطانا أجاب بأنه لن يحضر إلى مصر الا إذا أطلق سراح إخوته المسجونين وأرسل الأمراء الكبار إلى الكرك للحلف له. فكتب له قوصون يُعلمه أنه لم يطلب منه الحضور إلى القاهرة لتنصيبه سلطانا بل للنظر في أمر شكوى أمراء الكرك منه وحاول إغرائه بالحضور بإخباره أنه ينتظره لتقديم بعض الهدايا إليه. وقام البعض بتحذير الأمير أحمد ونُصح بعدم الذهاب إلى مصر. فلما علم قوصون وأمراءه بامتناعه عن الحضور قاموا بإرسال قوة إلى الكرك للقبض عليه.

## اضطرابات وصراعات
فجاءة ومن حيث لم يدر قوصون نشب خلاف حاد تطور إلى أزمة كبرى بينه وبين مماليك السلطان المتوفى الناصر محمد (المماليك الناصرية) حين حاول إقناعهم الراحل الناصر محمد فأبى المماليك، وبدأت علاقتهم بقوصون تتدهور إلى أن أعلنوا جهراً أنهم ليسوا مماليكه بل مماليك السلطان فحسب. وأحس قوصون أن المماليك السلطانية. قد خططوا لقتله فهرع إلى كبار الأمراء يشكوا لهم حاله ويظهر لهم ندمه على قبوله منصب نيابة السلطنة. وبينما كان الأمراء يطمئنون قوصون ويؤكدون له على تأييدهم الكامل وحمايتهم له، كان المماليك قد ارتدوا زى القتال وتجمعوا بأسلحتهم داخل القلعة. أما خارج القلعة فقد احتشدت أعداد غفيرة من عامة الناس في ميدان القلعة وراحت تهتف «يا ناصرية» تأييداً للماليك الناصرية داخل القلعة. ولما رأى قوصون والأمراء أن العامة الثائرة قد بدأت تهاجم إصطبله. قاموا بالالتحام بهم وقتلوا منهم العديدين بينما وقف المماليك والأمراء الناصرية فوق سطح القلعة يرمون قوصون وأمراءه بالنشاب وهم يردون عليهم إلى أن سقط من الجانبين عدد كبير من القتلى وانتهت المعركة بهزيمة المماليك الناصرية والعامة. وقام قوصون بمعاقبة العديد من المماليك الناصرية عقاباً شديداً وأغدق على العديد من مماليك الطباق. بالإقطاعات ورفعهم إلى درجة أمير.
وصلت الأنباء إلى القاهرة من دمشق بأن الأمير أحمد المقيم بالكرك قد تحالف مع أمير حلب طشتمر حمص أخضر وبعض نواب السلطان في سوريا وأنه قد نوى السير إلى مصر لتنصيب نفسه سلطاناً للبلاد. فقام قوصون، على غير رغبة الأمراء في مصر، بإرسال الأمير قطلوبغا الفخرى على رأس قوة إلى الكرك للقبض على الأمير أحمد.إلا أن قطلوبغا والأمراء الذين صحبوه إلى الكرك، بدلا من القبض على الأمير أحمد قاموا بتأدية يمين الولاء له ولقبوه باللقب السلطانى «الملك الناصر». غضب قوصون فقام بالاستيلاء على ممتلكات قطلوغبا والأمراء المصاحبين له وطلب من الأمير الطنلبوغا الصالحى أمير سوريا بمهاجمة طشتمر حمص أخضر أمير حلب ففر طشتمر إلى قيصرية البيزنطية وأستولى قطلوغبا على حلب وممتلكات طشتمر بها. في ذات الأثناء قام الأمير قطلوغبا بالهجوم على دمشق واستولى عليها وعلى ممتلكات قوصون بها وكتب إليه يعنفه على قتله السلطان أبو بكر الذي قال قوصون أنه بأنه مرض ومات في قوص، وعلى قبضه على إخوته أبناء الناصر محمد وأعلمه أنه والأمراء قد إتفقوا على تنصيب الأمير أحمد شهاب الدين سلطاناً على البلاد.

## سقوط قوصون وخلع كجك
جن جنون قوصون فراح يغدق على الأمراء والمماليك السلطانية بالهدايا والأموال والألقاب لأجل إغرائهم بتأييده والانضمام إلى صفه. إلا أن الأمراء، وكان من ضمنهم أيدغمش، كانوا غاضبين عليه بسبب أفعاله وتدبيره لقتل خشداشه الأمير بشتك الناصرى ثم الملك المنصور أبو بكر. ولما وصلتهم أخبار انتصارات قطلوغبا في سوريا واستيلائه على دمشق تشجعوا على مناوءة قوصون والخروج عليه. إتفق كبار الأمراء على عدم الانتظار وبضرورة التحرك قبل أن يفوت الأوان ويقوم قوصون بتنصيب نفسه سلطاناً على البلاد، فقاموا تحت زعامة أيدغمش، ومعهم العديد من المماليك وأعداد غفيرة من عامة الناس، بمحاصرة القلعة. نشب قتال عنيف في الشوارع المحيطة بالقلعة بعد أن نادى أيدغمش العامة بمهاجمة إصطبل صائحاً: «يا كسابة ! عليكم بإصطبل قوصون». في خلال بضعة ساعات كانت العامة قد نهبت خيول قوصون وذهبه الذي كان مُخزناً في الإصطبل، وراح قوصون يضرب يداً على يد ويقول: «يا أمراء ! هذا تصرف جند ! ينهب هذا المال جمعه». لم يتمكن قوصون وأمرائه من الصمود فاستسلموا وقبض عليهم ورُحلوا أثناء الليل إلى الإسكندرية -لحمايتهم من الجماهير الثائرة- وهم مقيدون بالأغلال. نهب الناس ممتلكات قوصون والأمراء والنبلاء وكانوا إذا أرادوا نهب أحد ينعتونه بأنه قوصونى وينهبوا ماله. وقالت الشعراء في طوسون: «قوصون قد كانت له رتبة تسمو على بدر السما الزاهر..فحطه في القيد أيدغمش من شاهق عال على الطائر»  وصنعت الحلاونية دمى من الحلوى على شكله.
خُلع السلطان الصغير كجك بحجة صغر سنة بعد أن جلس على تخت السلطنة نحو خمسة أشهر  بلا حول ولا قوة أو كما قال ابن إياس: «كالعصفور في يدي النسور». واُفرج عن أبناء الناصر محمد الذين سجنهم قوصون في قوص. قام الأمير أيدغمش بأمر الدولة وأرسل بيبرس الأحمدى مع بعض الأمراء إلى الكرك لإحضار السلطان الجديد الملك الناصر شهاب الدين أحمد. بقى كجك بعد خلعه في القلعة تحت كنف والدته ثم قتل على فراشه وهو في سرياقوس في عام 1345 وهو في نحو الثانية عشرة من عمره. (أنظر شهاب الدين أحمد).

## نقود علاء الدين كجك
بضعة عملات بقيت من عهد علاء الدين كجك نقشت عليها ألقابه التالية: «السلطان الملك الأشرف علاء الدنيا والدين».
اصطلاحات مملوكية وردت في المقال:
- أتابك: القائد العام للجيش.
- أستاذ: ولى نعمة المملوك أي سلطانه أو أميره الذي يدين له بالولاء.
- نائب السلطنة: نائب السلطان بالقاهرة وكان من ألقابه «كافل الممالك الشريفة الإسلامية الأمير الأمرى» مما يوضح سمو منصبه.
- خشداش: مفرد خشداشية وهم مماليك ينتمون إلى نفس السلطان أو الأمير.
- نائب: أمير ينصبه السلطان نائبا عنه في مدينة أو منطقة. كنائب الكرك أو نائب الشوبك. وهو ليس نائب السلطنة الذي كان يقيم بالقاهرة.
- دار النيابة: مكان عمل ومكاتب نائب السلطان.

## فهرس وملحوظات
1. ↑  بعض المؤرخين يعتبرون شجر الدر أول سلاطين المماليك. في تلك الحالة يكون الأشرف علاء الدين كجك السلطان المملوكى الخامس عشر وليس الرابع عشر (قاسم، 22) -.(الشيال، 2/108).
2. ↑  الأمير قوصون الناصري: من أهم الأمراء في عهد السلطان الناصر محمد وولديه سيف الدين أبو بكر وعلاء الدين كجك. حضر إلى مصر من بلاد الترك في صحبة خند ابنة أزبك خان التي تزوجها الناصر محمد. ومع إنه لم يكن مملوكا إلا أن الناصر محمد الذي أعجب به اشتراه من أخيه صوصون وجعله ساقيا ثم رقاه إلى أمير وأصبح من خاصكيته وزوجه ببنتا من بناته. نهبت العامة بيته وممتلاكاته بالقاهرة أثناء صراعه مع بعض كبارالأمراء ومات مخنوقا في سجنه بالأسكندرية وخلف عدة أولاد من ابنة الناصر محمد. - (ابن تغرى، أصل قوصون)
3. 1 2 3 4 5 6 7 8 9 10 11 12  ابن تغرى، سلطنة الأشرف علاء الدين كجك
4. ↑  ابن إياس، 105
5. ↑  شفيق مهدى، 120-119
6. ↑  ثمان من أبناء الناصر محمد وأربعة من أحفاده نصبوا سلاطيناً.(الشيال، 2/192
7. 1 2  المقريزى،3/238
8. ↑  قلعة الجبل: مقر سلاطين المماليك بالقاهرة وكانت فوق جبل المقطم حيث يوجد الآن مسجد محمد على وأطلال قلعة صلاح الدين.
9. ↑  شفيق مهدى، 119
10. ↑  يقول المقريزى: " وكان إذا حضرت العلامة أعطى قلما في يده، وجاء فقيهه الذي يقرئ أولاد السلطان، فكيف العلامة والقلم في يد السلطان (أى كجك). - (المقريزى، 3/355
11. 1 2  المقريزى، 3/340
12. ↑  المقريزى، 3/339
13. ↑  كان الأمير أحمد الذي تسلطن فيما بعد يقيم بالكرك بعد أن أرسله أباه الملك الناصر إلى هناك لتعلم الفروسية.
14. ↑  المقريزى، 3/341
15. ↑  المقريزى، 3/342
16. ↑  المماليك السلطانية : مماليك السلطان.
17. ↑  كان إصطبل قوصون جزء من قصره الذي كان يتكون من عدة مبان وكان في موضع مدرسة السلطان حسن بالقاهرة.(ابن تغرى، سلطنة الأشرف علاء الدين كجك)
18. ↑  مماليك الطباق : كانوا مماليك تحت التدريب يقيمون في مبان داخل القلعة تسمى طباق.
19. ↑  المقريزى، 3/343
20. ↑  المقريزى، 3/350-344
21. ↑  بإيعاز من قوصون قتل عبد المؤمن متولى قوص الملك المنصور أبو بكر وحمل رأسه إلى قوصون سرا. (ابن تغرى، سلطنة الأشرف علاء الدين كجك)
22. ↑  المقريزى، 3/350-350
23. ↑  المقريزى، 3/352
24. ↑  المقريزى، 3/355-352
25. ↑  المقريزى، 3/355
26. ↑  المقريزى، 3/357-355
27. ↑  شفيق مهدى، 120
28. ↑  شفيق مهدى، 119-118